# Yazz Ahmed
Yazz Ahmed és una trompetista de jazz britànica i de Bahrain que combina en el seu estil la música de Bahrain amb el jazz. Debutà el 2012 amb l'àlbum d'estudi Finding My Way Home. Dirigeix un quintet format pel clarinetista Ben Castle, teclista Naadia Sheriff, baixista Dudley Phillips, músic de bateria Martin France i la percussionista Corrina Silvester. Ha col·laborat com a músic de sessió amb Radiohead, Lee 'Scratch' Perry, Urban Soul Orchestra i, amb el seu quintet, amb Lewis Wright.
A finals de la seua adolescència començà a tocar amb la trompeta.
El 2012 va debutar amb el seu primer àlbum d'estudi Finding My Way Home.
El 2017 va traure el segon àlbum d'estudi La Saboteuse.